# 长龙街道
长龙街道是中华人民共和国湖南省长沙市长沙县下辖的一个街道。

## 行政区划
长龙街道下辖以下村级行政区划单位：
龙井社区、龙湘社区、长界社区、长龙村、茶塘村、湘峰村。